# Willem Aantjes

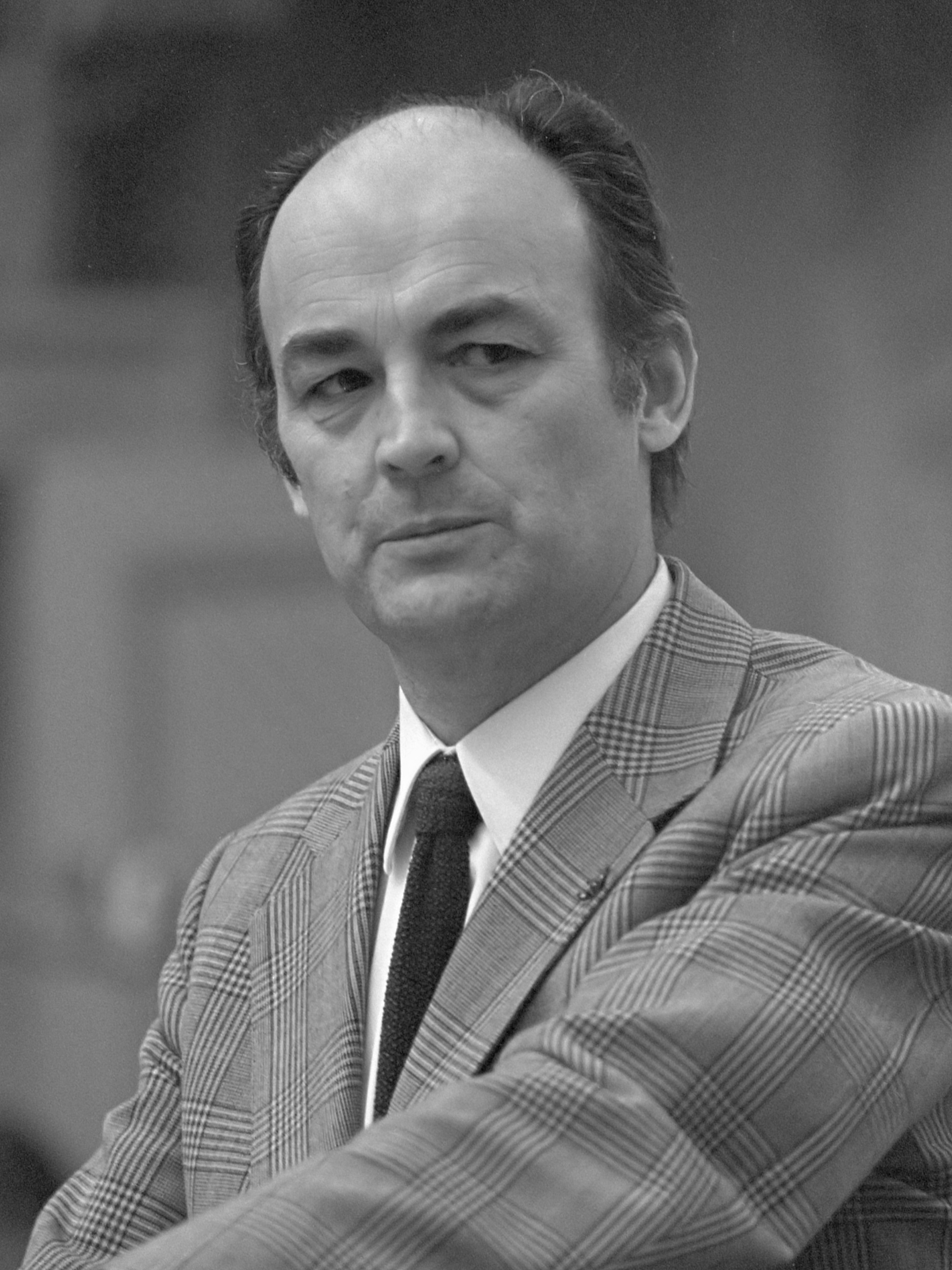
Wim Aantjes (1974)

Willem „Wim“ Aantjes (* 16. Januar 1923 in Bleskensgraaf, Südholland; † 22. Oktober 2015 in Utrecht) war ein niederländischer Politiker (ARP, CDA). Er war 1971–1972 und 1973–1977 Fraktionsvorsitzender sowie politischer Leiter (partijleider) der calvinistischen Anti-Revolutionaire Partij, zu deren linkem Flügel er gehörte, ab 1977 Fraktionsvorsitzender des Christen-Democratisch Appèl. 
Aantjes trat 1978 zurück, nachdem seine verschwiegene Mitgliedschaft in der Germanischen SS während des Zweiten Weltkriegs in den Niederlanden großen Unmut erregt hatte und er – unzutreffenderweise – einer Zugehörigkeit zur Waffen-SS verdächtigt wurde.

## Leben
Willem Aantjes wurde 1923 als Sohn eines Postamtsleiters in Bleskensgraaf, Provinz Südholland geboren und wuchs in einer calvinistisch-reformierten Familie auf. Er absolvierte seine Schulbildung in Sliedrecht und Rotterdam.
Von Juli 1943 bis Oktober 1944 arbeitete Aantjes im Rahmen des Arbeitseinsatzes als Postbote im mecklenburgischen Güstrow. Dort meldete er sich zur „Germanischen SS in den Niederlanden“, die offiziell ein Teil der NSB, aber tatsächlich eine eigenständige Organisation war, um in die Niederlande zurückkehren zu können. Als er sich weigerte, eine Laufbahn bei der Waffen-SS einzuschlagen, wurde er mit anderen Verweigerern im Gefängnis Port Natal in Assen interniert, wo er Schützengräben ausheben musste. Nach dem Krieg hat er seine Mitgliedschaft in der Germanischen SS stets verschwiegen, beginnend bei seiner Immatrikulation an der Universität Utrecht im September 1945.
Nach dem Abschluss seines Jurastudiums war Aantjes Mitarbeiter des Nederlandse Christelijke Aannemers- en Bouwvakpatroonsbond (NCAB), einem Arbeitgeberverband des Baugewerbes, von 1959 bis Anfang 1969 war er allgemeiner Sekretär des NCAB. Aantjes wurde 1959 Abgeordneter der Zweiten Kammer für die evangelisch-calvinistische Anti-Revolutionaire Partij (ARP). Er gehörte zum radicaal-evangelische Flügel seiner Partei, der unter Berufung auf das Neue Testament und insbesondere die Bergpredigt eine christlich-linke Sozial- und Gesellschaftspolitik vertrat und hierzu mit der sozialdemokratischen PvdA zusammenarbeiten wollte. 1967 wurde ihm das Ministerium für Wohnungsbau angeboten, welches er ablehnte, offiziell aus gesundheitlichen Gründen, in Wirklichkeit aber wegen seiner verschwiegenen Rolle während des Kriegs. 
Im Juni 1971 übernahm er zunächst kommissarisch, im August desselben Jahres auch regulär den Vorsitz der ARP-Fraktion in der Zweiten Kammer. Bei den Parlamentswahlen 1971 und 1972 stand er jeweils auf dem zweiten Platz (hinter Ministerpräsident Barend Biesheuvel) der ARP-Liste. Nach dem Scheitern der Regierung Biesheuvel übernahm Aantjes im März 1973 auch die Funktion des politischen Leiters (partijleider) der ARP. Seine Fraktion tolerierte in den folgenden Jahren die Mitte-links-Regierung unter Joop den Uyl (PvdA), der auch ARP-Mitglieder als Minister angehörten, ohne dass die Partei offiziell an der Koalition beteiligt war. Gemeinsam mit Frans Andriessen (KVP) und Roelof Kruisinga (CHU) trieb Aantjes die Vereinigung der drei christlichen Parteien voran, die 1977 in einer gemeinsamen Wahlliste namens Christen-Democratisch Appèl (CDA) resultierte. Nach der Wahl wurde Aantjes im Dezember 1977 Vorsitzender der gemeinsamen CDA-Fraktion in der Zweiten Kammer.

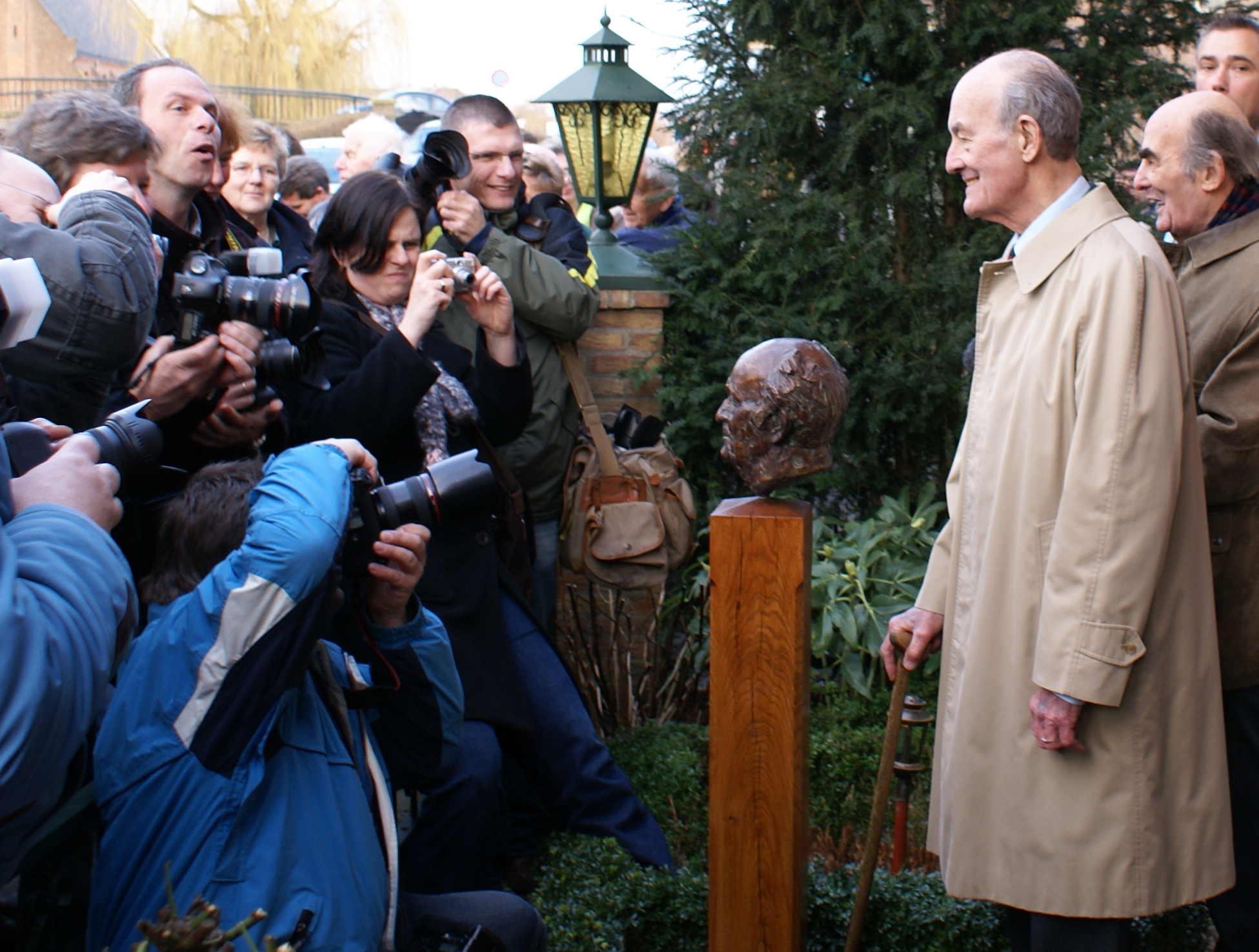
Willem Aantjes (2008)

Seine Reputation wurde nachhaltig beschädigt, als der Historiker Loe de Jong am 6. November 1978 während einer Live-Sendung des niederländischen Fernsehens erklärte, dass Aantjes Wachmann im Port-Natal-Gefängnis und Mitglied der Waffen-SS gewesen sei. Hierauf trat er am 7. November 1978 als Fraktionsvorsitzender des CDA zurück. Sein Nachfolger wurde Ruud Lubbers. Ein halbes Jahr nach der Affäre zeigte eine Untersuchung, dass sich De Jong geirrt hatte und dass die von Aantjes gemachten Angaben der Wahrheit entsprachen. Dennoch zog er sich unwiderruflich von allen politischen Ämtern zurück. Er war aber von 1982 bis 1987 Vorsitzender des niederländischen Campingrats (Kampeerraad) und von 1990 bis 1993 stellvertretender Vorsitzender des Rats für sozialen Wohnungsbau (Raad voor de Volkshuisvesting).
Aantjes war in erster Ehe mit Gisela Braun verheiratet; sie wurden 1995 geschieden. Später heiratete er Ineke Ludikhuize. Am 22. Oktober 2015 starb er im Alter von 92 Jahren in Utrecht.